# Pouyastruc
 Pouyastruc  (en occitano Pojastruc) es una comuna y población de Francia, en la región de Mediodía-Pirineos, departamento de Altos Pirineos, en el distrito de Tarbes. Es la cabecera y mayor población del cantón de su nombre.
Está integrada en la Communauté de communes de l'Ârret-Darre et de l'Esteoux, de la cual es la mayor población.

## Demografía
Su población en el censo de 1999 era de 538 habitantes.
| 358 | 315 | 294 | 348 | 357 | 494 | 544 | 538 |
| Para los censos de 1962 a 1999 la población legal corresponde a la población sin duplicidades (Fuente: INSEE [Consultar]) |     |     |     |     |     |     |     |